# كاناواكي (كيبك)
كاناواكي (بالإنجليزية: Kahnawake)‏ هي Indian reserve in Canada تقع في كندا في بلدية مقاطعة روسيون الإقليمية. يقدر عدد سكانها بـ ~8,000 نسمة .